# Dobersbergs flygplats
Dobersbergs flygplats (tyska: Flugplatz Dobersberg) är en flygplats i Österrike.   Den ligger i distriktet Waidhofen an der Thaya och förbundslandet Niederösterreich, i den nordöstra delen av landet, 110 km nordväst om huvudstaden Wien. Dobersbergs flygplats ligger 520 meter över havet.
Terrängen runt Dobersbergs flygplats är huvudsakligen platt, men åt nordväst är den kuperad. Närmaste större samhälle är Waidhofen an der Thaya, 11,8 km söder om Dobersbergs flygplats. 
Trakten runt Dobersbergs flygplats består till största delen av jordbruksmark. Runt Dobersbergs flygplats är det ganska glesbefolkat, med 42 invånare per kvadratkilometer.